# Willi Oltmanns
Wilhelm (Willi) Martin Oltmanns (* 29. September 1905 in Bant bei Wilhelmshaven; † 3. Januar 1979 in Delmenhorst) war ein deutscher Maler.

## Leben

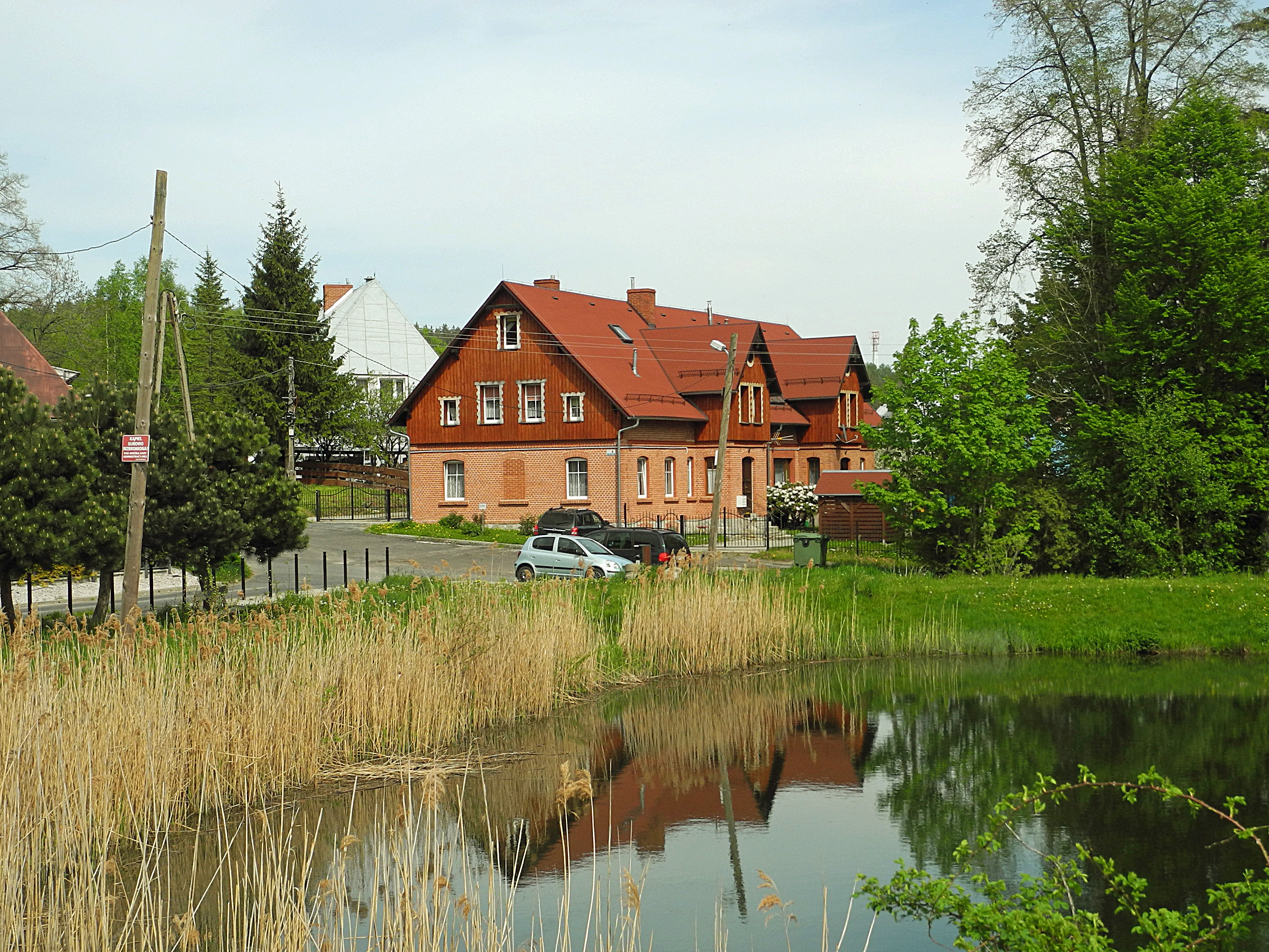
Wohnhaus von Willi Oltmanns in Schreiberhau

Oltmanns machte von 1920 bis 1923 eine Malerlehre. 1924 siedelte er in die Künstlerkolonie von Mittel-Schreiberhau im Riesengebirge über, wo er seinem älteren Bruder Olly in dessen Antiquitätengeschäft aushalf. 1928/29 ging er zu Studienzwecken nach Berlin, lebte aber bereits ab 1930 wieder in Schreiberhau. Dort trat er der 1922 gegründeten Künstlervereinigung St. Lukas bei und wurde Mitglied des Künstlerbundes Schlesien. In dieser Zeit erwarben die Museen von Breslau und Görlitz Bilder von ihm. 
1937 wurde im Rahmen der deutschlandweiten konzertierten Aktion „Entartete Kunst“ aus den Städtischen Kunstsammlungen Görlitz sein Tafelbild Gewitterstimmung beschlagnahmt und vernichtet, und Oltmanns erhielt Ausstellungsverbot. 
1942 wurde Oltmanns zur Wehrmacht einberufen, und der nahm in der Sowjetunion am Zweiten Weltkrieg teil. Er kehrte erst 1947 aus der Kriegsgefangenschaft in Belgien zurück. Nach dem Verlust seines Ateliers in Schreiberhau nahm er seinen Wohnsitz in Delmenhorst. 1948 wurde er Mitglied der Künstlergilde e. V. Esslingen, der Neuen Münchner Künstlergenossenschaft und des BBK „Junge Gruppe Oldenburg“.
In der Nachkriegszeit fertigte Oltmanns zunächst vor allem Entwürfe für „Kunst am Bau“. Seit 1951 nahm er alljährlich an der Großen Kunstausstellung München teil. Seine Arbeiten sind in dieser Periode stark von Max Beckmann beeinflusst. Von 1953 bis 1967 war er auch als Lehrer an der Volkshochschule Delmenhorst tätig. Oltmanns unternahm in späteren Jahren viele ausgedehnte Reisen in Europa. 1978 erlitt er einen Herzinfarkt. Oltmanns starb am 3. Januar 1979 in Delmenhorst.

## Werke (Auswahl)
- Gummibaum mit Interieur. 1920er Jahre, Aquarell
- Alte Blech-Schmiede in Mittel-Schreiberhau. Um 1935
- Tauwetter. 1937
- Vorfrühlingstag. Um 1937
- Amaryllis. Um 1939
- Bäume und Häuser bei Schneeschmelze. 1950, Aquarell
- Amsterdamer Gracht. 1952, Aquarell und Bleistift
- Wasserlauf auf Spiekeroog. 1953, Aquarell
- Gebirgslandschaft. 1967, Aquarell
- Nach dem Regen. 1968, Öl auf Hartfaser
- Heller und dunkler Rittersporn. 1970, Aquarell
- Stilleben mit Früchten. 1970, Öl auf Malpappe
- Landschaft mit Wohnwagen. 1971, Öl auf Hartfaserplatte
- Stillleben mit Zinerarie. 1976, Aquarell
- Blick auf S. Gaetano – Ischia. 1977, Aquarell
- Selbstbildnis. 1978, Aquarell

## Ehrungen / Auszeichnungen
- Willi-Oltmanns-Preis. Der Preis wird seit dem Jahr 2000 von der Willi-Oltmanns-Stiftung, in der Regel alle drei Jahre, verliehen, 2019 zum 6. Mal.[2]